# Рюхо (авианосец)
Рюхо (яп. 龍鳳) (в переводе с японского — «Дракон-феникс») — лёгкий авианосец Японского Императорского флота времён Второй мировой войны.

## История создания
Авианосец «Рюхо» — бывшая плавбаза подводных лодок «Тайгей», созданная с учетом возможности переделки в авианосец.
С 18 декабря 1941 года по 28 ноября 1942 года плавбаза «Тайгей» находилась на переоборудовании в авианосец «Рюхо». После этого водоизмещение корабля увеличилось на 500 тонн, а максимальная скорость уменьшилась на 2 узла.
Стоя на верфи, «Рюхо» получил попадание авиабомбой 18 апреля 1942 года, но повреждения оказались небольшими.

## Конструкция
По конструкции корабль во многом повторял авианосец «Дзуйхо», но был несколько крупнее.

## Служба
18 апреля 1942 года атакован бомбардировщиком B-25 Mitchell, получил повреждения в результате попадания авиабомб.
12 декабря 1942 года корабль поврежден торпедой с американской подлодки «Drum».
19 марта 1945 года в Японском внутреннем море атакован американской палубной авиацией, получил три попадания 227-кг бомб, тяжело поврежден, не ремонтировался.
20 апреля 1945 года исключен из списков флота, и в 1946 году сдан на слом.

## Оценка проекта
«Рюхо» оказался одним из самых неудачных авианосцев японского флота. Слабая конструкция сварного корпуса, отсутствие защиты от авиабомб и торпед, неудовлетворительное разделение на отсеки в подводной части и плохая остойчивость существенно ограничили его использование в боевых действиях.